# Бургос
Бургос (шп. Burgos) је главни град истоимене покрајине Бургос у аутономној заједници Кастиља и Леон у Шпанији. Налази се на 856 m надморске висине на путу за Сантијаго де Компостела и има око 170.000 становника.

## Историја
Бургос је основан у 9. веку као важно утврђење у борби против Мавара, а у 11. веку је ту крунисан краљ Кастиље, због чега је овај град има посебан значај. Из његове близине потиче и шпански јунак из 11. века Родриго Дијаз де Вивар познатији као Ел Сид, који је са својом женом сахрањен у катедрали која је заштићена УНЕСКОм. Поред раскошне готстке црквене грађевине подигнуте од 13. до 16. века и старе градске капије, значајан је и манастир Лас Уелгас, кога је краљ Алфонсо VIII од Кастиље основао 1187. године. Поред бројних краљевских гробница, на зидинама се издиже застава која подсећа на битку код Лас Наваса де Толосе 1212, тј. на једну од одлучујућих битака Реконкисте. За време Шпанског грађанског рата Бургос је био база генерала Франсиска Франка.

## Географија

### Клима
Овај град има изражену континенталну климу: зиме су хладне, а лета топла.
| Клима (Бургос)             | Клима (Бургос) | Клима (Бургос) | Клима (Бургос) | Клима (Бургос) | Клима (Бургос) | Клима (Бургос) | Клима (Бургос) | Клима (Бургос) | Клима (Бургос) | Клима (Бургос) | Клима (Бургос) | Клима (Бургос) | Клима (Бургос) |
| Показатељ \ Месец          | .Јан.          | .Феб.          | .Мар.          | .Апр.          | .Мај.          | .Јун.          | .Јул.          | .Авг.          | .Сеп.          | .Окт.          | .Нов.          | .Дец.          | .Год.          |
| -------------------------- | -------------- | -------------- | -------------- | -------------- | -------------- | -------------- | -------------- | -------------- | -------------- | -------------- | -------------- | -------------- | -------------- |
| Средњи максимум, °C (°F)   | 6,7 (44,1)     | 8,9 (48)       | 12,0 (53,6)    | 13,3 (55,9)    | 17,2 (63)      | 22,0 (71,6)    | 26,4 (79,5)    | 26,7 (80,1)    | 22,9 (73,2)    | 16,5 (61,7)    | 10,7 (51,3)    | 7,6 (45,7)     | 15,9 (60,6)    |
| Просек, °C (°F)            | 2,7 (36,9)     | 4,1 (39,4)     | 6,3 (43,3)     | 7,8 (46)       | 11,4 (52,5)    | 15,2 (59,4)    | 18,7 (65,7)    | 18,9 (66)      | 15,7 (60,3)    | 10,9 (51,6)    | 6,2 (43,2)     | 3,9 (39)       | 10,15 (50,28)  |
| Средњи минимум, °C (°F)    | −1,2 (29,8)    | −0,6 (30,9)    | 0,6 (33,1)     | 2,2 (36)       | 5,6 (42,1)     | 8,4 (47,1)     | 11,0 (51,8)    | 11,1 (52)      | 8,5 (47,3)     | 5,3 (41,5)     | 1,6 (34,9)     | 0,3 (32,5)     | 4,4 (39,9)     |
| Количина падавина, mm (in) | 46 (18,1)      | 42 (16,5)      | 31 (12,2)      | 65 (25,6)      | 69 (27,2)      | 46 (18,1)      | 30 (11,8)      | 27 (10,6)      | 36 (14,2)      | 50 (19,7)      | 56 (22)        | 57 (22,4)      | 555 (218,5)    |
| [ тражи се извор ]         |                |                |                |                |                |                |                |                |                |                |                |                |                |

## Становништво
Према процени, у граду је 2008. живело 177.879 становника.

| 1981.   | 1989.   | 1991.   | 2001.   | 2002.   |
| ------- | ------- | ------- | ------- | ------- |
| 156.449 | 160.278 | 169.111 | 166.187 | 166.187 |

## Партнерски градови
- Loudun
- Сан Хуан де лос Лагос
- Песак
- Бриж
- Валенсија
- Виченца
- Settat